# L'Amour à mort (telenovela, 2018)
Pour l’article homonyme, voir L'Amour à mort.
L'Amour à mort (Amar a muerte) est une telenovela mexicaine produite par W Studios en collaboration avec Lemon Studios pour Televisa et Univisión et diffusée entre le 28 octobre 2018 et le 11 mars 2019 sur Univisión.
En France d'outre-mer, elle est diffusée entre le 29 avril 2019 et le 27 août 2019  sur le réseau La 1ère et diffusée entre le 9 septembre 2019 et le 14 janvier 2020 sur RTI1.

## Synopsis
León Carvajal compte parmi les vingt entrepreneurs les plus riches du monde. À l’âge de 60 ans, il décide d’épouser Lucía Borges, une femme d’une beauté éblouissante, de 30 ans sa cadette. Toutefois, le mariage se mue en tragédie, car León, le célèbre millionnaire, est assassiné ce même jour.
Au même moment meurent deux autres hommes. « Chino » Valdés, un dangereux criminel, est exécuté par électrocution dans une prison du Texas, tandis que le professeur Beltrán Camacho se jette du haut d’une falaise au volant de sa voiture. Ces trois personnages n’ont absolument rien en commun, et pourtant, ils disparaissent tous en même temps dans différents lieux et diverses circonstances - une coïncidence qui déclenchera une incroyable chaîne de réincarnations.
Lorsque León Carvajal est déclaré cliniquement mort, son âme se réincarne dans le corps du jeune et séduisant « Chino » Valdés, le redoutable tueur à gages. C’est donc un León absolument méconnaissable qui revient d’entre les morts pour découvrir qui l’a tué et pourquoi. Il s’apercevra bien vite que sa femme bien-aimée Lucía et son fidèle bras droit, Johny Corona, avec qui elle est de mèche sont amants depuis un certain temps et qu’ils ont planifié sa mort.
Parce qu’il habite le corps d’un assassin et qu’il a soif de vengeance envers ceux qui l’ont tué, León Carvajal se fait engager comme garde du corps dans la maison qui était la sienne autrefois. Malgré son désir obsessionnel de vengeance, la tâche se révèle plus difficile que prévu pour Carvajal qui se rend compte qu’il est toujours amoureux de Lucía.
Carvajal sera également surpris d’apprendre que « Chino » Valdés est parvenu à dérober une grosse somme d’argent à un gang criminel. Il lui reste donc une dette importante à payer, même si c’est avec du sang, le sien en l’occurrence.
De retour chez lui, Carvajal constate que la vie de ses enfants, Eva, Valentina et Guillermo, est loin d’être parfaite. Et aucune somme d’argent ne peut les sortir de l’enfer qu’ils vivent au quotidien.
Pendant ce temps, l’âme de « Chino » Valdés, le dangereux tueur mort sur la chaise électrique, se réincarne dans le corps du professeur Camacho. Homme à l’existence ennuyeuse et routinière, celui-ci est marié et père d’un petit garçon souffrant d’un cancer.
Si la vie intime du professeur Camacho et de son épouse est au point mort depuis plusieurs années, l’âme virile de « Chino » Valdés, qui habite désormais son corps, ranime la passion de son mariage.
Dans leurs nouvelles vies, León Carvajal et « Chino » Valdés ont quelque chose en commun. Ils arborent tous deux un grain de beauté en forme de papillon au niveau du cou, signe particulier que seules les âmes réincarnées possèdent.

## Distribution
- Angélique Boyer : Lucía Borges     (88 épisodes, 2018-2019)
- Michel Brown : Don Macario Valdéz (88 épisodes, 2018-2019)
- Claudia Martín : Eva Carvajal (88 épisodes, 2018-2019)
- Alejandro Nones : Johnny Corona (88 épisodes, 2018-2019)
- Bárbara López : Juliana Valdés (88 épisodes, 2018-2019)
- Macarena Achaga : Valentina Carvajal (88 épisodes, 2018-2019)
- Jessica Mas (es) : Lupita de Valdés (88 épisodes, 2018-2019)
- Jessica Díaz : Renata Barranco (88 épisodes, 2018-2019)
- Arturo Barba (es) : Beltrán Camacho (88 épisodes, 2018-2019)
- Gonzalo Peña (es) : Guillermo Carvajal (88 épisodes, 2018-2019)
- Henry Zakka (es) : Camilo Guerra (88 épisodes, 2018-2019)
- Alexis Ayala : Don Leon Carvajal (1 épisode, 2018-2019)
- Cinthia Vazquez : Alicia Camacho (88 épisodes, 2018-2019)
- Néstor Rodulfo (es) : El Alacrán (80 épisodes, 2018-2019)
- Marta Zamora (es) : Silvina (75 épisodes, 2018-2019)
- Roberto Duarte : Inspector Montilla (88 épisodes, 2018-2019)
- Raquel Garza : Bárbara (72 épisodes, 2018-2019)
- Nastassia Villasana : La Muerte (88 épisodes, 2018-2019)
- Alessio Valentini : Javier Beltrán (88 épisodes, 2018-2019)

## Épisodes
1. León y El Chino mueren el mismo día
2. Lucía es la principal sospechosa de la muerte de León
3. León llega a México
4. Lucía o Eva: ¿quién se quedará a cargo del Grupo Carvajal?
5. León se reencuentra con Lucía
6. ¿Le confesará León la verdad a Lucía?
7. Eva es amante de El Alacrán
8. León descubre el secreto de Lucía
9. León buscará vengarse
10. Jacobo intenta besar a Lucía
11. Lucía despide a Jacobo
12. Lucía exige sus derechos como La Viuda de México
13. Eva les declara la guerra a Johny y a Lucía
14. Jacobo besa a Lucía y ésta le corresponde
15. El Chino está dispuesto a todo con tal de saber la verdad
16. Lucía se burla de Jacobo
17. El Chino viaja al más allá
18. Lucía y Jacobo están en peligro
19. La vida de Lucía está en manos de Eva
20. Lucía y Jacobo, un amor que nace en un secuestro
21. Johny revela sus verdaderas intenciones por Lucía
22. Jacobo salva la vida de Lucía y ella le paga con un apasionado beso
23. Lucía y Jacobo hacen el amor
24. Lucía defiende a Jacobo de las acusaciones de Johny
25. Jacobo deja a un lado su venganza para proteger a Lucía
26. Lucía Borges busca aliarse con el cártel de los Armenta
27. Eva le pone una trampa a Lucía para exponerla ante los medios
28. Lucía revela el pacto que hizo con Servando Armenta
29. ¿El homicida de León Carvajal fue descubierto?
30. Tamayo huye de las amenazas de El Chino
31. Johny golpea a Jacobo
32. Karla se enfrenta a La Muerte
33. ¿Cuánto tiempo de vida le queda a León Carvajal?
34. Lucía termina con Jacobo
35. Juliantina, a un paso del amor
36. El Alacrán inicia su plan para atrapar al Chino
37. Servando Armenta intenta conquistar a Lucía
38. Johny le propone matrimonio a Lucía
39. Lucía recibe un regalo de León Carvajal
40. Beltrán tiene un plan para librarse de El Alacrán
41. Juliana y Valentina se besan
42. Renata y Guille se dejan llevar por sus sentimientos
43. Johny sospecha que Jacobo es el autor de los anónimos
44. El Chino y León salvan a Lupita de la muerte
45. Lucía está en peligro de muerte
46. Lucía recibe una propuesta indecorosa, ¿aceptará?
47. Lucía está enamorada de Jacobo
48. León Carvajal corre peligro
49. Eva por fin descubre a Johny y Lucía
50. Lupita y El Chino se encuentran cara a cara
51. Lucía le pide a Jacobo que la secuestre por un día
52. Mayela hará todo para separar a Guille y Renata
53. Lucía quiere pasar el resto de su vida con Jacobo
54. León Carvajal ya sabe quién lo mató
55. León ajustará cuentas con Johny
56. Jacobo le propone matrimonio a Lucía
57. Lucho descubre el amor de Juliantina
58. León le tienede una trampa a Lucía y a Johny
59. Eva hará todo para separar a Juliantina
60. Guille y Renata ya viven juntos
61. Johny descubre el secreto de Jacobo
62. Lucía corre a Jacobo para siempre
63. Servando Armenta secuestra a Valentina y a Lucía
64. Jacobo rescata a Lucía y a Valentina
65. Jacobo queda expuesto ante los enemigos del Chino
66. El Chino salva a Jacobo del Alacrán
67. El Chino le revela su identidad a León Carvajal
68. Guille pagará por el crimen que cometió
69. Lucía y Jacobo, ¿se destruirán mutuamente?
70. Roban el cuerpo de León Carvajal
71. Eva está embarazada, ¿de Mateo o del Alacrán?
72. El Alacrán secuestra a Juliana
73. Mateo ya sabe que Eva y El Alacrán son amantes
74. Johny quiere matar a Jacobo
75. Juliana se reencuentra con su verdadero padre
76. León descubre que Eva está involucrada con el narco
77. Eva le rompe el corazón a Mateo
78. Johny está a punto de ser atrapado por la justicia
79. Lucía ya sabe que Jacobo es León Carbajal
80. Mateo le hará pagar a Eva su traición
81. Eva entrega a Mateo con el Alacrán
82. Lucía está aterrada, ¿Pagará por sus crímenes?
83. León Carvajal se reencuentra con todos sus hijos
84. León decide entregar a Eva a la justicia
85. Johny se enfrenta a la policía
86. León perdona a Lucía
87. Johny mata a Lucía, pero ¿su alma transmigró?

## Autres versions
- En cuerpo ajeno (1992-1993)
- Cambio de piel (1997-1998)
- El cuerpo del deseo (2005-2006)
- En otra piel (2014)
- Second Chance (2016)
- The Second Chance (2023)

## Autour de la série
"Juliantina", est le mot-valise choisi par les fans pour désigner la relation amoureuse entre Juliana (Bárbara López) et Valentina (Macarena Achaga),.